# Gare de Bersac
La gare de Bersac est une gare ferroviaire française de la ligne des Aubrais - Orléans à Montauban-Ville-Bourbon, située sur le territoire de la commune de Bersac-sur-Rivalier, dans le département de la Haute-Vienne, en région Nouvelle-Aquitaine.
Elle est mise en service en 1856 par la Compagnie du chemin de fer de Paris à Orléans (PO). C'est une halte voyageurs de la Société nationale des chemins de fer français (SNCF), du réseau TER Nouvelle-Aquitaine, desservie par des trains express régionaux.

## Situation ferroviaire
Établie à 363 mètres d'altitude, la gare de bifurcation de Bersac, est située au point kilométrique (PK) 362,231 de la ligne des Aubrais - Orléans à Montauban-Ville-Bourbon, entre les gares de Fromental et de Saint-Sulpice-Laurière, et au PK 455,750 de la ligne de Mignaloux - Nouaillé à Bersac, exploitée partiellement en trafic fret.

## Histoire
En 1844 la Compagnie du chemin de fer du Centre obtient une concession pour une ligne de Vierzon à Limoges, elle ouvre sa ligne jusqu'à la gare de Châteauroux en 1847, mais il faut attendre le rachat des concessions par la Compagnie du chemin de fer de Paris à Orléans (PO) pour qu'il y ait de nouveau une progression vers le sud avec l'ouverture de la section Châteauroux - Argenton-sur-Creuse. La station de Bersac est édifiée lors de la construction de la section suivante de Argenton-sur-Creuse à Limoges, qui ouvre d'abord le trafic marchandise, le 2 juin 1856, puis 14 jours plus tard le trafic voyageurs, 16 juin 1856.
Le Sénat, dans sa séance du 31 mai 1859, ne s'oppose pas à la promulgation d'une loi modifiant le rattachement cantonal de la commune du fait qu'elle dispose maintenant d'une station de chemin de fer facilitant ses relations avec Laurière. Bersac faisait partie du canton de Bessines.
En 1867, Célestin Port indique qu'il y a 1658 habitants et que Bersac est la 47e station de la ligne, située à environ 3 km de Laurière, commune dont la station du même nom est à environ 6 km du bourg.
La recette de la gare pour l'année 1884 est de 66,213 francs.
Au début des années 2010, La desserte est assurée en grande partie par des automotrices Z 7300 et Z 21500 et parfois par l'automoteur B 81500.

## Service des voyageurs

### Accueil
Halte SNCF, c'est un point d'arrêt non géré (PANG) à entrée libre. Elle est équipée de deux quais latéraux, les quais 1 et 2, d'une longueur utile de 120 m, ils ont chacun un abri voyageurs.
La traversée des voies et le changement de quai se fait par un platelage posé entre les voies (passage protégé).

### Dessertes
Bersac est une gare régionale SNCF du réseau TER Nouvelle-Aquitaine, desservie par des trains express régionaux de la relation Limoges-Benedictins - Vierzon.

### Intermodalité
Un parking pour les véhicules y est aménagé.